# جايسون كلايف لويد
جايسون كلايف لويد (بالإنجليزية: Jason Clive Lloyd)‏ هو لاعب كرة قدم غياني، ولد في 1980. شارك مع منتخب غيانا لكرة القدم. أما مع النوادي، فقد لعب مع بولتون واندررز.

## وصلات خارجية
- جايسون كلايف لويد على موقع قاعدة بيانات كرة القدم.إي يو (الإنجليزية)
- جايسون كلايف لويد على موقع ناشيونال فوتبول تيمز (الإنجليزية)